# Dieuge
Die Dieuge ist ein kleiner Fluss in Frankreich, der im Département Orne in der Region Normandie verläuft. Sie entspringt im nordöstlichen Gemeindegebiet von Le Merlerault, entwässert generell in westlicher Richtung und mündet nach rund 16 Kilometern beim Ort La Cochère, im Gemeindegebiet von Gouffern en Auge, als linker Nebenfluss in die Ure. Im Oberlauf quert die Dieuge die Autobahn A28 und verläuft bei Nonant-le-Pin auf einer kurzen Strecke parallel zur Bahnstrecke Saint-Cyr–Surdon.

## Orte am Fluss
(Reihenfolge in Fließrichtung)
- La Chambre, Gemeinde Le Merlerault
- Tempied, Gemeinde Le Merlerault
- Saint-Germain-de-Clairefeuille
- Nonant-le-Pin
- La Reboursière, Gemeinde Nonant-le-Pin
- La Cochère, Gemeinde Gouffern en Auge